# 45e division d'infanterie (Allemagne)
Pour les articles homonymes, voir 45e division d’infanterie.
La 45e Division d’infanterie est l’une des divisions d’infanterie de l’armée allemande (Wehrmacht) durant la Seconde Guerre mondiale.

## Composition

### 1erseptembre 1939
Général Friedrich Materna
- 130e régiment d’infanterie
- 133e régiment d’infanterie
- 135e régiment d’infanterie

## Théâtres d’opérations
- 1er septembre au 6 octobre 1939 : campagne de Pologne
- 1941 - 1942 : opération Barbarossa dont
  - du 22 octobre 1941 au 22 janvier 1942 : bataille de Moscou
- 5 juillet au 23 août 1943 : bataille de Koursk